# マルシオ・アウメイダ・ジ・オリヴェイラ
マルシーニョ（Marcinho）ことマルシオ・アウメイダ・ジ・オリヴェイラ（ポルトガル語: Marcio Almeida de Oliveira、1996年5月25日 - ）は、ブラジルのサッカー選手。ポジションはDF。

## クラブ歴
ボタフォゴFRの下部組織出身。下部組織時代はミッドフィールダーであったが、2016年初めに右サイドバックにコンバートされた。この年にトップチームに昇格している。同年2月2日に選手初出場を記録した。3月1日に2018年末まで契約を延長した。翌年は負傷のためにシーズンの大半を棒に振ったが、2018年にはレギュラーとして活躍した。この年の4月10日に2020年末まで契約を延長した。契約満了を以て退団した。
2021年3月28日にアトレチコ・パラナエンセに単年契約で加入した。
2022年6月25日、パフォスFCに移籍した。

## 代表歴
2019年9月、ダニーロの代わりとしてナイジェリア代表との親善試合に臨むブラジル代表に選出されたが出場は無かった。

## 私生活
2020年12月30日、リオデジャネイロでカップル二人が死亡した事故の当て逃げ犯の容疑者となった。証拠不十分であったものの、当該車輛はスピード違反をしており、また事故前には運転手の飲酒が疑われていた。また現場から600m地点に乗捨てられたその車輛は彼の父親の会社名義のものであった。